# داميان كولير
داميان كولير (بالإنجليزية: Damian Collier)‏ هو ناشر موسيقى ‏ ومنتج أسطوانات وملحن بريطاني، ولد في القرن العشرين.

## وصلات خارجية
- داميان كولير على موقع IMDb (الإنجليزية)
- داميان كولير على موقع قاعدة بيانات الفيلم (الإنجليزية)